# Lake Catherine
Lake Catherine est une census-designated place située dans le comté de Lake, dans l’État de l’Illinois, aux États-Unis. Sa population s’élevait à 1 379 habitants en 2010.

## Source
- (en) Cet article est partiellement ou en totalité issu de l’article de Wikipédia en anglais intitulé « Lake Catherine, Illinois » (voir la liste des auteurs).